# Murawka (obwód amurski)
Murawka (ros. Муравка) – wieś (ros. seło) w południowo-wschodniej Rosji, terytorialnie i administracyjnie należąca do rejonu buriejskiego, w obwodzie amurskim. 
Według danych statystycznych z 2016 roku wieś Murawka zamieszkiwało 75 mieszkańców. 